# Helmut Müller-Brühl
Helmut Müller-Brühl (Brühl, 28 juin 1933 – Brühl, 2 janvier 2012) est un chef d'orchestre allemand.

## Biographie
Müller-Brühl étudie le violon et l'alto à Cologne et joue dans l'orchestre de l'école. Étudiant en philosophie et théologie à l'Université de Bonn, la tuberculose interrompt ses études et il se rend en Suisse pour se soigner. Il étudie ensuite le violon avec Wolfgang Schneiderhan à Lucerne, avant de reprendre ses études de théologie à Bonn, notamment avec Joseph Ratzinger, ainsi que la musicologie. Il étudie la direction avec Hermann Abendroth, le fondateur de l'Orchestre de chambre de Cologne. 
En 1958, Müller-Brühl invite cet orchestre à donner des concerts au festival du Château de Brühl, appartenant à sa famille. En 1964, Erich Kraak invite Müller-Brühl à diriger l'ensemble : la première saison s'effectue en compagnie de Wilhelm Kempff. Müller-Brühl le dirige jusqu'en 2008. Le mouvement l'interprétation historique amène Müller-Brühl à collaborer avec des musiciens tels que Reinhard Goebel et l'orchestre invite de grands solistes à les rejoindre, tels, entre autres, Maurice André, Frans Brüggen, Caspar Cassadó, Jörg Demus, Michael Studer, Christoph Eschenbach, Pierre Fournier, Patrick Gallois, Ingrid Haebler, Igor Oïstrakh, Jean Pierre Rampal, Irmgard Seefried, Maria Stader, Maxim Vengerov, Olli Mustonen et Frank Peter Zimmermann. 
Parmi les 200 disques de l'ensemble, Müller-Brühl a collaboré avec succès avec Takako Nishizaki sur la « découverte » de l'album des concertos pour violon du Chevalier de Saint-Georges. Il a enregistré l'intégrale des œuvres pour orchestre de Bach et les concertos de Haydn. 
Müller-Brühl est décédée le 2 janvier 2012, à la suite d'une longue maladie, à l'âge de 78 ans.